# Gisela Wilke
Pour l’article homonyme, voir Wilke.
Gisela Wilke (née le 30 juin 1882 à Olbernhau, mort le 25 septembre 1958 à Vienne) est une actrice germano-autrichienne.

## Biographie
Gisela Wilke est issue d'une ancienne famille d'acteurs de théâtre, elle monte sur scène dès l'âge de six ans. Elle interprète des rôles d'enfants au Deutsches Theater de Berlin et se rend à New York à neuf ans. En 1900, sur la recommandation de Marie Geistinger, elle est engagée au Burgtheater, où elle est nommée comédienne de cour en 1912. Elle en est membre honoraire en 1935. En 1944, elle figure sur la liste des Gottbegnadeten-Liste du Ministère de l'Éducation du peuple et de la Propagande du Reich ; en dépit d'un mari juif, elle fut aussi autorisée à jouer.

## Filmographie
- 1939 : Ein hoffnungsloser Fall
- 1943 : Wien 1910
- 1949 : Es lebe das Leben (de)
- 1949 : Prämien auf den Tod
- 1951 : Amour démoniaque
- 1952 : Aventures à Vienne (de)
- 1953 : Ich und meine Frau